# The Raccoons
The Raccoons é uma série de animação canadense criada por Kevin Gillis, que foi produzida de 1985 até 1991, sucedendo quatro especiais de TV de 1980–1984.
No Canadá, foi transmitido originalmente pela CBC Television, sendo atualmente apresentado pelo canal por assinatura Teletoon Retro. Nos EUA o desenho fez parte da programação do Disney Channel. Em Portugal, foi transmitido pela RTP 1 e pelo Canal Panda, e no Brasil foi transmitido na Rede Record.

## Enredo
Um dos desenhos animados de maior sucesso no Canadá, conta as aventuras de um guaxinim chamado Bert e seus amigos, que vivem na Evergreen Forest, uma floresta no oeste do Canadá. O antagonista é o orictéropo Cyril Sneer, um empresário malvado e ambicioso.

## Personagens
- Bert: o personagem principal. Apesar de já ser adulto, este alegre guaxinim de nariz caído ainda tem o espírito de criança, é hiperativo e autoconfiante, mas às vezes se mete em problemas por causa disso.
- Ralph e Melissa: um casal de guaxinins que tem a mesma idade de Bert, porém são muito mais maduros. Os dois fundaram um jornal chamado The Evergreen Standard, onde Ralph é o editor, Melissa a fotógrafa e Bert, o repórter.
- Schaeffer: um cão da raça Old English Sheepdog, grande amigo de Bert, Ralph e Melissa. Possui uma cafeteria.
- Cyril Sneer: o antagonista da série, um orictéropo bastante ambicioso e inescrupuloso que sempre aparece fumando um charuto. Seus planos sempre são frustrados por Bert e seus amigos, incluindo seu próprio filho Cedric.
- Cedric Sneer: o filho de Cyril, usa óculos e é exatamente o oposto do seu pai, tanto é que é um grande amigo de Bert.
- Sophia Tutu: a namorada de Cedric.
- Porquinhos: três jovens porcos que são os capangas de Cyril. Seus nomes nunca são ditos e geralmente provocam falhas nos planos do seu chefe.
- Broo: um filhote de cão da mesma raça que Schaeffer.
- Bentley: o sobrinho de Ralph, é bastante experiente em computadores e tem uma personalidade similar à de Bert, que é o seu ídolo.
- Lisa: a irmã mais velha de Bentley, é uma ótima jogadora de basquete. Bert tem uma queda por ela.